# Jiří Krumich
Jiří Krumich (* 3. července 1950) je bývalý český fotbalista, záložník. Později působil jako regionální politik a úředník.

## Fotbalová kariéra
V československé lize hrál za Duklu Praha a TJ SU Teplice. Nastoupil v 58 ligových utkáních a dal 4 góly. V Poháru UEFA nastoupil ve 2 utkáních proti Djurgårdens IF Fotboll a FC Twente Enschede a dal 1 gól. V nižších soutěžích hrál i za TJ Kolín.

## Ligová bilance
| Ročník                                   | Zápasy | Góly | Minuty | Klub          |
| ---------------------------------------- | ------ | ---- | ------ | ------------- |
| 1. československá fotbalová liga 1973/74 | 8      | 1    | 614    | Dukla Praha   |
| 1. československá fotbalová liga 1974/75 | 17     | 2    | 1 102  | Dukla Praha   |
| 1. československá fotbalová liga 1976/77 | 26     | 1    | 1 739  | TJ SU Teplice |
| 1. československá fotbalová liga 1977/78 | 8      | 0    | 419    | TJ SU Teplice |
| Česká národní fotbalová liga 1978/79     | -      | -    | -      | TJ Kolín      |
| CELKEM 1. liga                           | 58     | 4    | 3 875  |               |